# Pie Grande
Pie Grande (del inglés Bigfoot), también conocido como Sasquatch (según el nombre que le dan los pueblos indígenas originarios de Norteamérica que procede de la adaptación al inglés de la palabra original sásq'etsdel halkomelem), es un críptido con el aspecto de un primate perteneciente a la familia de los homínidos, que supuestamente suele verse en bosques a elevadas altitudes, principalmente en la región del Noroeste del Pacífico en América del Norte. Sin embargo, han ocurrido presuntos avistamientos de criaturas similares en diferentes regiones de Norteamérica (Pennsylvania, Florida, Arkansas, Luisiana o Carolina del Norte), donde reciben diferentes nombres: Pennsylvania Bigfoot (Pie Grande de Pennsylvania), skunk ape (mono mofeta), stink ape (simio apestoso), Florida Bigfoot (Pie Grande de Florida), swamp ape (simio del pantano), Myakka ape (simio de Myakka), swamp cabbage man (hombre coliflor del pantano). Estos suelen ser vistos en zonas pantanosas y se caracterizan por un olor extremadamente fuerte y desagradable.
La mayor parte de la comunidad científica dice que las pruebas existentes no son lo suficientemente convincentes ni consistentes como para establecer el descubrimiento de Pie Grande como una nueva especie de primate homínido, y generalmente las consideran como el resultado de mitología, folclore o identificación errónea, más que de un animal verdadero, debido a la carencia de evidencia física y al gran número de ejemplares que serían necesarios para mantener una población que pueda reproducirse.
Sin embargo algunos científicos, como Jane Goodall, Grover Krantz, Ian Redmond y Jeffrey Meldrum, han expresado interés y cierta creencia en la criatura. Otros, incluyendo una subcultura activa, compuesta generalmente por aficionados, continúan investigando.
Actualmente muchos consideran a Pie Grande como posible descendiente del Gigantopithecus[cita requerida], un primate homínido que habitó en Asia a finales del Pleistoceno (entre 1 000 000 y 100 000 años atrás), y que habría pasado a América del Norte a través del Estrecho de Bering, como hicieron también los primeros humanos mucho después.[cita requerida]

## Evidencias de su existencia

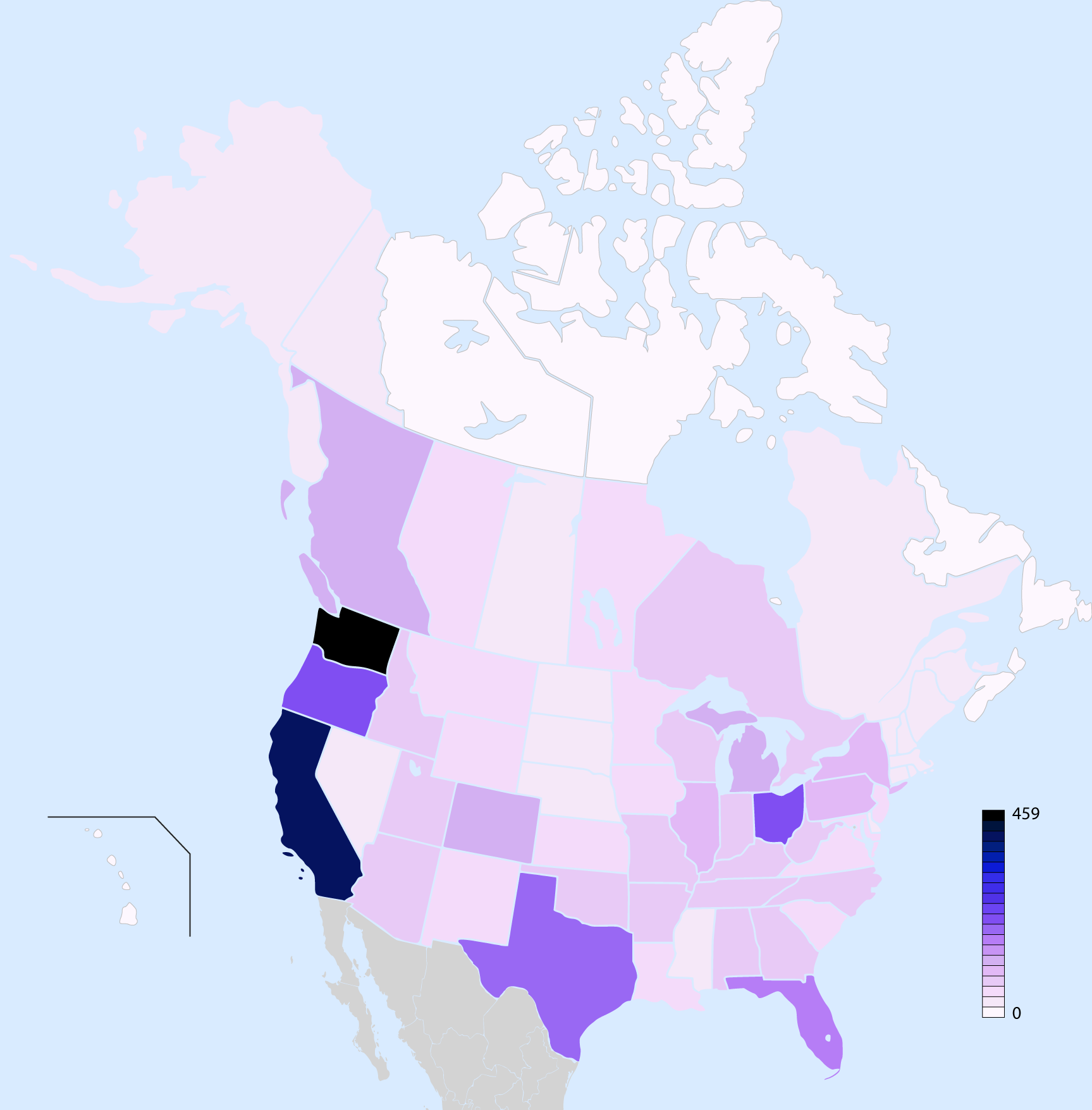
Cuanto más oscura el área, mayor es la cantidad de avistamientos ocurridos.

Los testigos indican características diferentes, pero la descripción más habitual es la de una gran criatura simiesca bípeda, normalmente de una altura de 1,83 a 2,13 m (metros), de aproximadamente 160 kg (kilogramos), con amplios hombros y estructura robusta. La cabeza es pequeña, puntiaguda y baja; en ocasiones se habla de una cresta en la parte superior del cráneo. Los ojos se describen generalmente como pequeños y ocultos bajo una frente pronunciada. A excepción de la cara, manos y pies, una fina capa de pelo cubre su cuerpo, de color normalmente marrón o negro, aunque tiende a ser rojizo, arenisco o con brillos plateados o blancos.
Las enormes huellas, similares a un pie humano (en ocasiones se han encontrado huellas enormes con pedazos de pelo lanudo), le dieron su nombre. El ecologista Robert Michael Pyle las describe así: «Las huellas normalmente miden de 38 a 45 cm (centímetros) de largo. Tienen cinco dedos, un músculo doble y un arco de 18 a 21 cm de ancho».
Los sonidos que emite se describen como similares a agudos chillidos o silbidos o gruñidos graves, al igual que un oso y un gorila, por lo que algunos criptozoólogos sostienen que podría ser una especie híbrida, la cual quizá llegó a América a través del Estrecho de Bering durante la última glaciación, tal y como hicieron los ancestros de los pueblos nativos americanos y diversas especies de animales que se pudieron aparear en ese momento y generar su existencia. También se cree que podría estar relacionado con la mítica criatura llamada wendigo.[cita requerida]
La mayoría de los avistamientos de Pie Grande son nocturnos, lo cual hace pensar que se trata de una criatura nocturna. Algunos testigos mencionan algo que Pyle denomina como «brillo rojizo ocular», similar al brillo de los ojos de algunos animales nocturnos. Normalmente se avistan individuos solitarios, raramente en pares o grupos familiares y son más comunes los avistamientos de machos que los de hembras.
Sin embargo ha habido avistamientos a plena luz del día, como el ocurrido en 1974 en el sur de Florida, en la zona pantanosa de Big Cypress National Preserve, y que fue grabado a pleno sol por Dave Shealy.

## Rastros y opiniones

No se han encontrado restos de ningún ejemplar, cadáveres, huesos, piel, pelos, excrementos, u otros rastros físicos que no hayan sido identificados como de otro animal conocido. Los únicos rastros de que se dispone son huellas de pisadas (varias han resultado falsas), alguna foto borrosa y lejana, grabaciones de autenticidad cuestionada y las observaciones de los testigos.
Sin embargo, entre los testigos fiables que los han visto se encuentran agentes de policía o sheriffs encargados de la vigilancia en varias regiones y pueblos de Estados Unidos. También como evidencia física probable se encuentra uno de los vídeos más famosos sobre la criatura, tomado en 1967 con película de celuloide por Roger Patterson y Robert Gimlin, aunque supuestos colaboradores suyos han afirmado que la criatura del vídeo se trata de un mero traje de simio. Diversos supuestos avistamientos del Pie Grande no fueron más que seres humanos confundidos con la criatura, ocasionalmente en disfraces de pieles.
Quienes defienden su existencia alegan que habitan en zonas remotas, huyen del ser humano, entierran o esconden a sus muertos, y otras opiniones similares. Los detractores alegan que, con miles de avistamientos, la población debería ser bastante numerosa como para que se hubiera encontrado ningún rastro físico, además de que ni siquiera existen fósiles de alguna especie que hubiera podido generar este ser. Sin embargo algunos paleontólogos alegan que sí existió una especie, el Gigantopithecus, que pudo ser el antecesor de este tipo de criaturas.

## Etimología
Tal y como se emplea en este artículo, sasquatch y bigfoot son frecuentemente intercambiables en la literatura científica y popular, aunque las palabras tienen diferentes orígenes. Véase etimología de las palabras Pies Grandes y Sasquatch.

## Estudios formales
Antes de los informes del avistamiento del Pie Grande en el condado Humboldt, en 1958 y unos años después, la investigación activa se limitaba sobre todo a aficionados que tomaron varios puntos de vista y elaboraron trabajos que iban de lo sensato a lo absurdo.

Sin embargo, en años recientes, los científicos han tomado cartas en el asunto y se han sumado a la tarea de contribuir en la investigación. Aunque todavía no hay pruebas que permitan asegurar su existencia, una institución como la Royal Society se ha tomado en serio el asunto y ha publicado los resultados (negativos) de dos muestras enviadas a sus laboratorios. En un artículo publicado en su revista la Royal Society, la sociedad científica más antigua del Reino Unido, declaró «La ciencia moderna ha evitado en gran medida este campo y los defensores se quejan con frecuencia de que han sido “rechazados por la ciencia”. Esto entra en conflicto con el principio básico de que la ciencia no rechaza ni acepta nada sin examinar la evidencia», admitiendo que «los numerosos informes que incluyen testigos oculares y las evidencias de pisadas apuntan a la existencia de enormes primates no identificados en muchas regiones del mundo». Y aunque hasta el momento los resultados de las muestras analizadas por ellos han sido negativos, no descartan continuar con análisis futuros de este tipo.

## Turismo

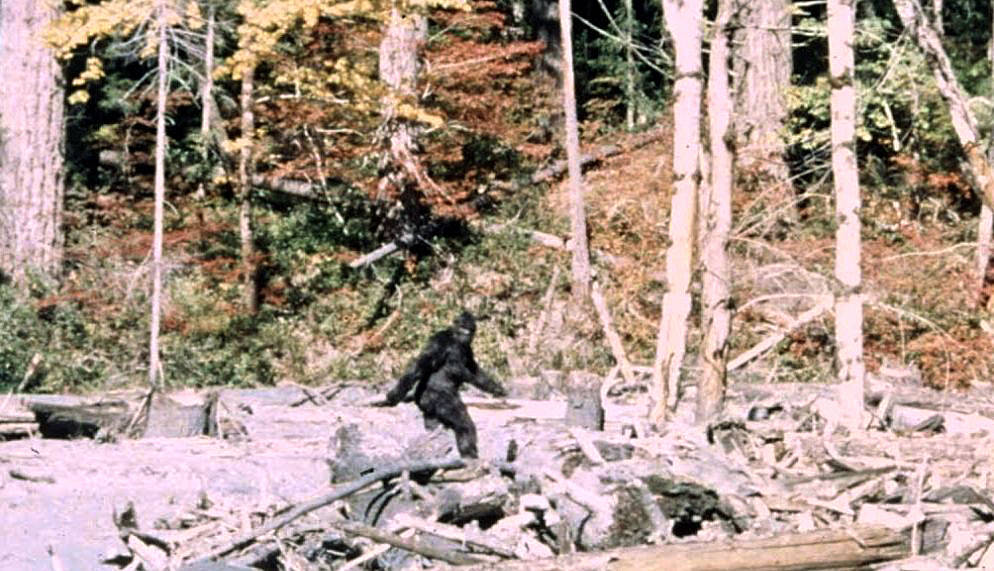

Existen convenciones anuales relacionadas con el Pie Grande. Esta criatura desempeña un papel importante en el turismo al noroeste de los Estados Unidos; por ejemplo, existe una festividad llamada Bigfoot Daze o Sasquatch Days (deslumbrado por Bigfoot o Jornadas de Sasquatch: un juego de palabras porque daze [deiz] se pronuncia casi igual que days [deis]), en Harrison Hot Springs, Columbia Británica. Según Napier «el Bigfoot se ha convertido en un gran negocio en algunas partes de Norteamérica. Algunos investigadores consideran que no se puede tomar como un mero fenómeno natural que se pueda estudiar con las técnicas de las ciencias naturales; su influencia forma parte del folclore» (citado en Pyle, 160).